# Брюгге, Джоан
Джоан Брюгге (Joan S. Brugge; род. 1949, Цинциннати, Огайо) — американский учёный. Член Национальных Академии наук (2001) и Медицинской академии (2001) США, доктор философии, профессор Гарвардского университета.

## Биография
Окончила Северо-Западный университет (бакалавр биологии), а степень доктора философии по вирусологии получила в Baylor College of Medicine. Постдокторскую подготовку прошла в Колорадском университете у Raymond L. Erikson.
C 1979 по 1988 год работала в Университете штата Нью-Йорк в Стоуни-Брук, где достигла должности профессора микробиологии, а с 1989 по 1992 год — в Пенсильванском университете, профессором микробиологии его медицинской школы. Являлась исследователем Медицинского института Говарда Хьюза. С 1992 по 1997 год научный директор биотехнологической компании ARIAD Pharmaceuticals.
С 1997 года профессор кафедры клеточной биологии Гарвардского университета и в 2004—2014 гг. заведующая этой кафедрой.
Член Американской академии искусств и наук (2000) и Академии Американской ассоциации исследований рака (2014).
Член редколлегии журнала Cell.

### Награды и отличия
- WICB Senior Award[англ.] (2001)
- NIH Merit Award[англ.] (2004)
- AACR-Women in Cancer Research Charlotte Friend Memorial Lectureship (2005)
- Pharmacology Krebs Lecture, Вашингтонский университет (2006)
- AACR Distinguished Lectureship in Breast Cancer Research (2011)
- Bard Lecture, Университет Джонса Хопкинса (2013)